# Salacighia letestuana
Salacighia letestuana är en benvedsväxtart som först beskrevs av François Pellegrin, och fick sitt nu gällande namn av Ralph Anthony Blakelock. Salacighia letestuana ingår i släktet Salacighia och familjen Celastraceae. Inga underarter finns listade.